# Ауди Тип C
Ауди Тип C (на немски: Audi Typ С) е автомобил от среден клас, който Ауди изважда на пазара през 1912 г., за да „допълва“ по-малкия Тип В.
Двигателят е четирицилндров редови с обем от 3.6 литра. Мощността му е 35 к.с. (25,7 kW), максималната скорост – 90 км/ч. Автомобилът е със задно задвижване и четиристепенна скоростна кутия. Предлага се като туристически автомобил с четири врати.
В периода 1912 – 1914 г. екземпляри с 40 к.с. и максимална скорост 100 км/ч постигат добри резултати на рали в австрийските Алпи и оттогава моделът получава прякора Alpensieger (Алпийски победител).
Производството на този модел продължава до 1921 г.